# Новоладожский уезд
Новола́дожский уе́зд (с 1923 года — Во́лховский) — административно-территориальная единица в Санкт-Петербургской губернии Российской империи и РСФСР, существовавшая в 1727—1927 годах. Уездный город — Новая Ладога.

## География
Новоладожский уезд располагался в восточной части Санкт-Петербургской губернии и граничил с Олонецкой губернией на севере, Шлиссельбургским уездом на западе, Новгородской губернией на юге и на востоке. Площадь уезда в 1897 году составляла 7 651,1 верст² (8 707 км²), в 1926 году — 8 037 км².

## История
Новоладожский уезд был образован в 1727 году в составе Новгородской провинции Новгородской губернии на основе Ладожского уезда. В 1776 году уезд вошёл в состав вновь образованного Новгородского наместничества. С 1781 года — в составе Санкт-Петербургской губернии (с 1924 года — в Ленинградской губернии).
14 февраля 1923 года центр Новоладожского уезда был перенесён из Новой Ладоги в село Гостинополье, переименованное в связи с этим в город Волхов, а уезд был переименован в Волховский.
В Гостинополье разместить все уездные службы оказалось невозможно, в результате часть уездных учреждений разместились в Новой и Старой Ладоге, а также посёлке Званка.
2 февраля 1924 года, ввиду выяснившейся нецелесообразности, центр Волховского уезда вновь был перенесён в город Новая Ладога. Город Волхов был преобразован в село Волхов, а с 1927 года — в село Гостинополье.
Постановлением Президиума ВЦИК от 1 августа 1927 года в ходе реформирования административно-территориального деления Ленинградская губерния и все её уезды были упразднены. Территория Волховского уезда вошла в состав Андреевского, Волховского, Мгинского районов Ленинградского округа, Пашского района Лодейнопольского округа и Чудовского района Новгородского округа Ленинградской области.

## Административное деление
В 1890 году в состав уезда входило 18 волостей
| № п/п | Волость            | Волостное правление | Число селений | Население |
| ----- | ------------------ | ------------------- | ------------- | --------- |
| 1     | Гавсарская         | с. Гавсарь          | 15            | 3503      |
| 2     | Глажевская         | с. Глажево          | 25            | 5397      |
| 3     | Городищенская      | с. Городище         | 27            | 6397      |
| 4     | Доможировская      | д. Пономарёво       | 66            | 4040      |
| 5     | Иссадская          | д. Березья          | 37            | 3454      |
| 6     | Кобонская          | с. Кобона           | 12            | 3194      |
| 7     | Михайловская       | с. Архангельское    | 47            | 7207      |
| 8     | Николаевщинская    | д. Николаевщина     | 42            | 2600      |
| 9     | Песоцкая           | д. Кипуя            | 21            | 2952      |
| 10    | Солецкая           | с. Сольцы           | 24            | 4937      |
| 11    | Суббочинская       | д. Алёховщина       | 18            | 2522      |
| 12    | Тигодская          | д. Тур              | 16            | 2460      |
| 13    | Усадище-Масельская | д. Заречье          | 34            | 3514      |
| 14    | Усадище-Спасовская | с. Усадище          | 44            | 7444      |
| 15    | Хамонтовская       | д. Хамонтово        | 27            | 2625      |
| 16    | Хваловская         | д. Хвалово          | 48            | 3563      |
| 17    | Шахновская         | д. Шахново          | 57            | 8483      |
| 18    | Шумская            | с. Шум              | 34            | 4524      |

В 1913 году в состав уезда также входило 18 волостей.
В 1927 году в уезде было 6 волостей:
- Глажевская — д. Андреево
- Колчановская — с. Колчаново
- Октябрьская — с. Старая Ладога
- Пашская — с. Пашский Перевоз
- Пролетарская — с. Гостинополье
- Шумская — с. Шум.

## Население
По данным переписи П. И. Кёппена 1848 года из национальных меньшинств в Новоладожском уезде проживали: немцы — 11 человек и цыгане — 186 человек.
По данным переписи 1897 года в уезде проживало 87 841 человек. В том числе русские — 99,1 %. В уездном городе Новой Ладоге проживали 3927 человек.
По итогам всесоюзной переписи населения 1926 года население уезда составило 123 590 человек, из них городское — 12 211 человек.